# Illenium
Nicholas Daniel "Nick" Miller (Downers Grove, 26 de dezembro de 1990), conhecido profissionalmente como ILLENIUM (estilizado em letras maiúsculas), é um músico, DJ, produtor musical e compositor americano. Ele lançou cinco álbuns de estúdio, sendo o mais recente Illenium, em abril de 2023. Illenium recebeu sua primeira indicação ao Grammy após o lançamento de seu quarto álbum de estúdio, Fallen Embers, em julho de 2021. Um dos álbuns mais notáveis de ILLENIUM, Ascend, foi lançado em agosto de 2019 pela Astralwerks. Este álbum foi o primeiro de Illenium a alcançar o topo da parada Billboard Dance/Electronic Albums e também atingiu sua posição mais alta na Billboard 200, chegando ao número 14.

Um total de 57 das canções de Illenium apareceram na parada Billboard Hot Dance/Electronic Songs, incluindo dois singles em 2019 que alcançaram a terceira posição: "Good Things Fall Apart" com Jon Bellion e "Takeaway" com The Chainsmokers (com participação de Lennon Stella). Illenium também trabalhou em inúmeros remixes notáveis, incluindo os de "Don't Let Me Down" do The Chainsmokers, "Anti-Hero" de Taylor Swift e "Say It" de Flume. Este último remix ganhou o prêmio de "Remix do Ano" na primeira edição do Electronic Music Awards em 2017. Ele foi incluído na lista Forbes 30 Under 30 na categoria de música em 2020. Suas músicas acumularam coletivamente mais de 1 bilhão de streams em várias plataformas.